# French Frigate Shoals

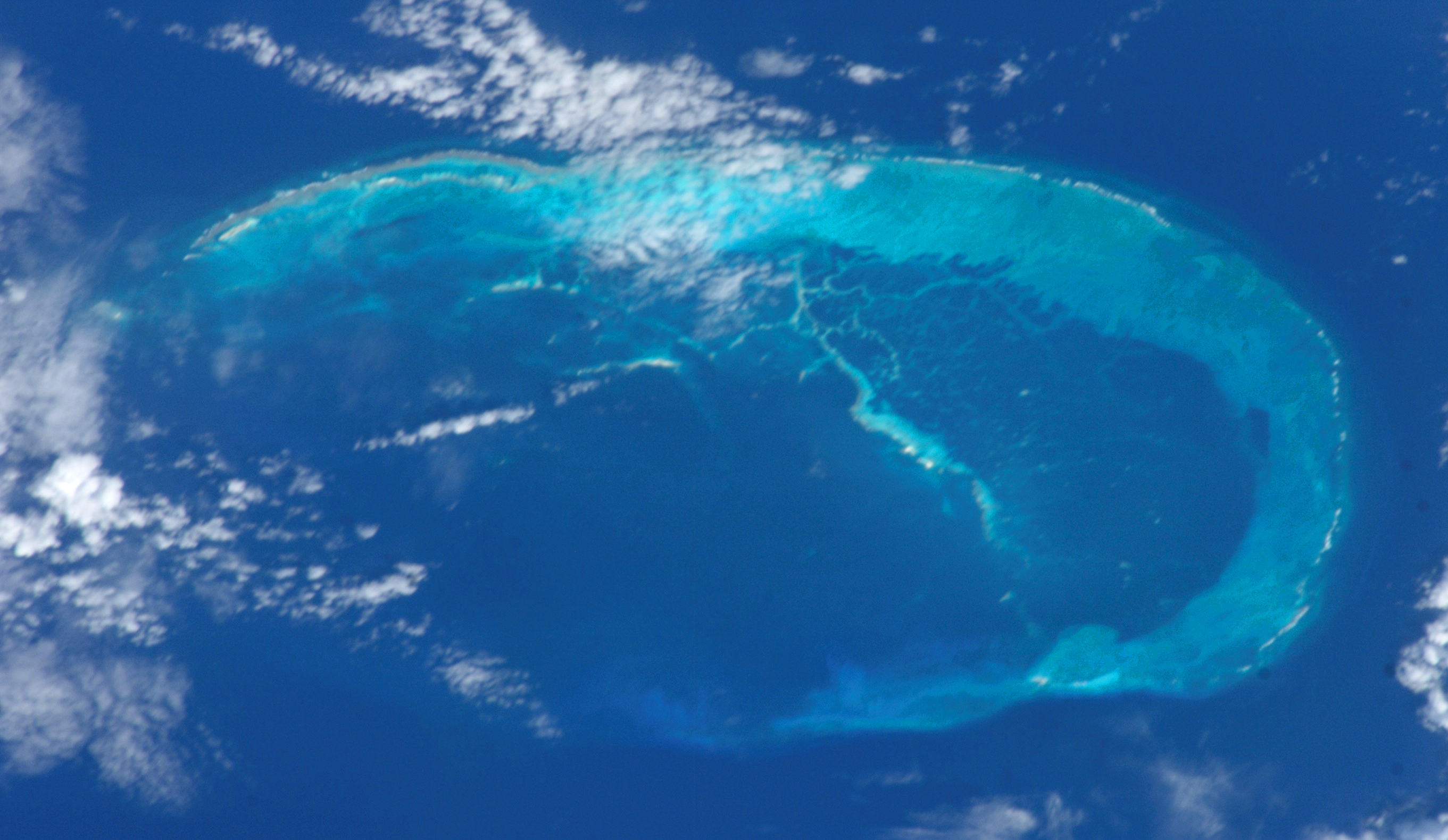
Foto da NASA (maio de 2002) mostrando as French Frigate Shoals

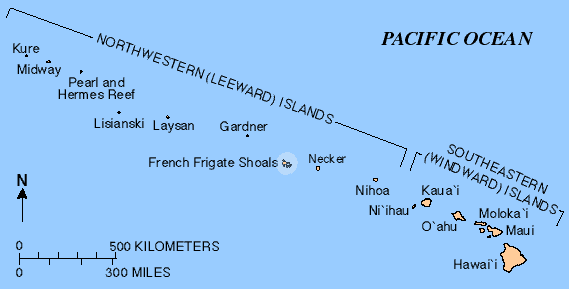
Localização das French Frigate Shoals

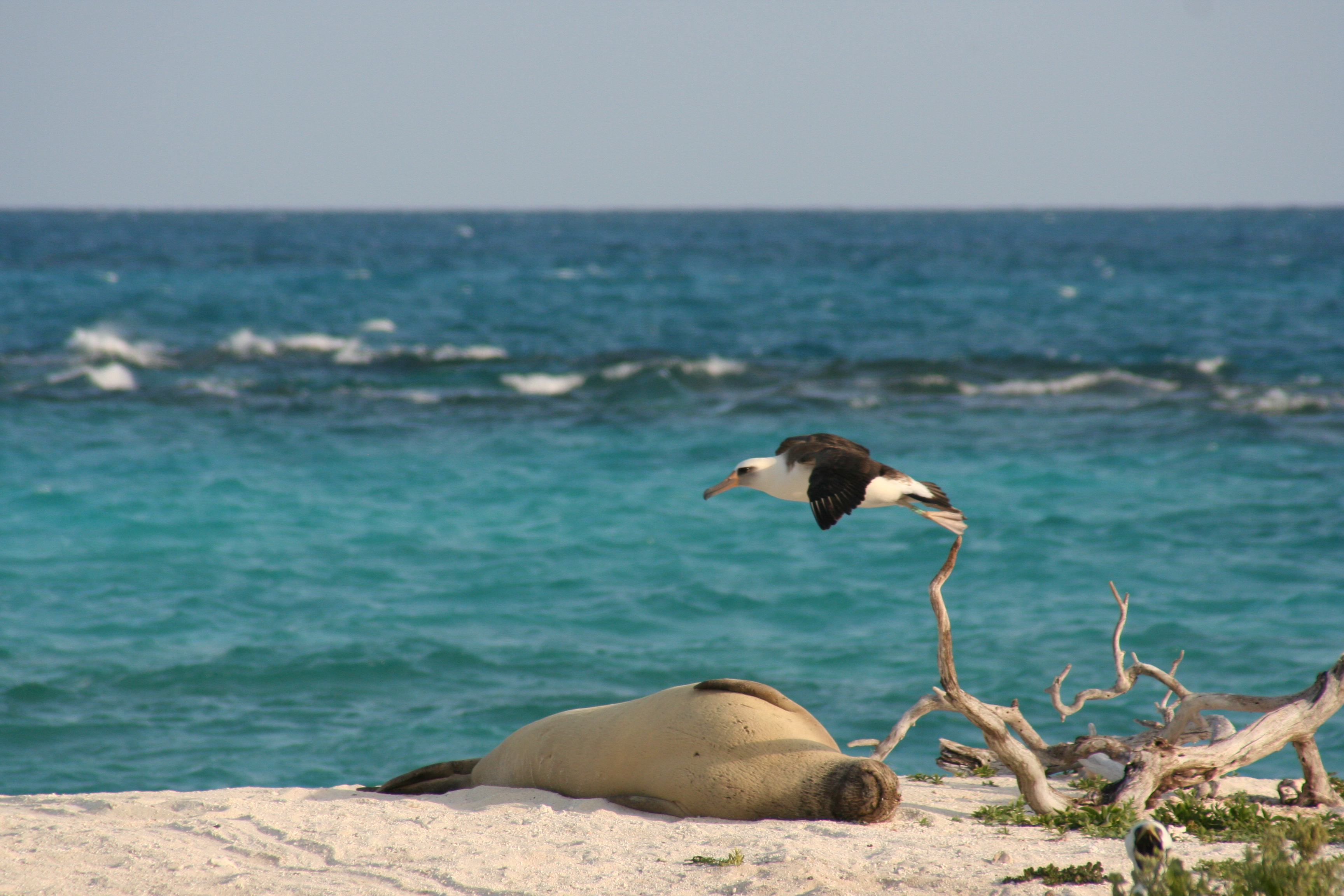
O atol é um importante refúgio para as focas-monge-do-havaí e os albatrozes-de-laysan.

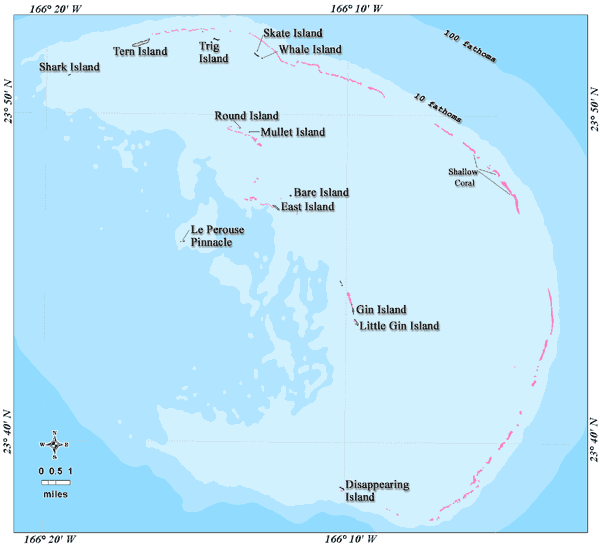
Mapa das French Frigate Shoals

The French Frigate Shoals (em havaiano: Kānemilohaʻi) é o maior atol das Ilhas de Sotavento do Havaí. Seu nome homenageia o explorador francês Jean-François de La Pérouse, que quase perdeu duas fragatas ao tentar navegar em meio ao grupo de bancos de areia, consistente num recife de corais com 32 km de comprimento, em formato de crescente, com 12 bancos de areia e o Pináculo de La Perouse, o único vestígio da origem vulcânica do atol. A área total do conjunto do atol é de 24,89 hectares. A área total dos corais é de 94 hectares. Tern Island com um total de 10,52 hectares, possui uma pista de pouso e habitações permanentes para número limitado de pessoas autorizadas. O conjunto é mantido como base de apoio no Parque Nacional Marinho das Ilhas do Havaí pelo United States Fish and Wildlife Service. As French Frigate Shoals estão a 487 milhas náuticas (900 km; 560 mi) a noroeste de Honolulu.

## História
Embora não haja evidência de presença ou atividade humana na região, os primeiros visitantes do conjunto das French Frigate Shoals provavelmente vieram do arquipélago do Havaí, que começou a ser ocupado por populações oriundas da Polinésia entre os anos de 1100 e 1300 d.C.
O arquipélago do Havaí ficava completamente fora das rotas estabelecidas pelos primeiros navegantes e exploradores europeus e não foi até a quase desastrosa descoberta de La Pérouse que o conjunto de atóis e rochas passou a ser conhecido. La Pérouse a bordo da fragata Boussole, velejava na direção oeste, oriundo de Monterey, na Califórnia, rumo a Macau. Na noite de 6 de novembro de 1786, os marujos avistaram ondas muito fortes diretamente no caminho da embarcação, por volta de 300 metros adiante. Tanto a Boussole quanto a embarcação que a acompanhava, a fragata Astrolabe, foram imediatamente desviadas, passando a poucas dezenas de metros das ondas. Ao raiar dos primeiros raios de sol, os barcos voltaram e mapearam a metade a sudeste do atol, encontrando a rocha que mais tarde seria batizada em homenagem a La Pérouse. O próprio La Pérouse batizou a região Basse des Frégates Françaises, em inglês "Shoal of the French Frigates".
No final do século XIX, companhias americanas e europeias ficaram interessadas pela possibilidade de extração de guano nas ilhas do Havaí. O tenente da Marinha dos Estados Unidos John M. Brooke, navegando na escuna naval USS Fenimore Cooper, tomou posse do grupo de atóis French Frigate Shoals para os Estados Unidos em 14 de janeiro de 1859, em cumprimento ao Guano Islands Act. Em 1894, French Frigate Shoals, a Ilha Kure, o Atol Midway e o Atol Pearl e Hermes foram arrendados por 25 anos pela então República do Havaí para a North Pacific Phosphate and Fertilizer Company; entretanto, descobriu-se que os depósitos de guano e de fosfato nas French Frigate Shoals não tinham extração viável do ponto de vista econômico. A república havaiana não clamou possessão formal dos atóis até 13 de julho de 1895 did not formally claim possession of the shoals until 13 July 1895.
As French Frigate Shoals foram incluídas entre as ilhas adquiridas pelos Estados Unidos em 7 de julho de 1898, quando o Havaí se tornou um território americano. Em 1909 passou a fazer parte de uma reserva marinha.

### Segunda Guerra Mundial e base da Guarda Costeira
Em março em 1942, os estrategistas navais japoneses aproveitaram-se da vantagem do isolamento geográfico da região para utilizar suas águas protegidas como ponto de ancoragem e reabastecimento do hidroaviões da Marinha Imperial Japonesa naquela que viria ser denominada Operação K. Logo em seguida ao ataque, o comandante americano da Frota do Pacífico, Chester W. Nimitz, determinou que a Marinha dos Estados Unidos estabelecesse uma base naval permanente ali.
Após a Batalha de Midway, a Marinha dos Estados Unidos construiu uma base naval em Tern Island, aumentando a ilha o bastante para que essa comportasse uma pista de pouso com 3 300 pés (1 000 m) de comprimento, de modo que agora Tern Island possui uma superfície de 26,014 acre(s)s (10,527 ha). A função principal da estação era servir de ponto para pousos de emergência em voos entre o Havaí e o Ato Midway. A pista de pouso compreende o píer, a pista de pouso mista (coral/rocha/cascalho) e as construções.
A Guarda Costeira dos Estados Unidos operou uma base para o sistema LORAN, de auxílio à navegação em East Island até 1952 e em Tern Island até 1979. A qualquer momento durante esses anos, de 15 a 20 militares mantinham-se em serviço nas French Frigate Shoals. A estação LORAN possuía especialidades como operadores de rádio, técnicos em eletrônica, bombeiros, etc. O comandante era tipicamente um tenente. A Guarda Costeira considerava a atribuição na região como "serviço isolado" (por sua enorme distância) e como tal, limitava o termo de serviço ao máximo de um ano. Vários integrantes da USCG  documentaram com orgulho o tempo de serviço na estação. Em dezembro de 1969 um tsunami devastou as ilhas, forçando a pessoal ali lotado a evacuar a estação, que foi destruída. A estação ficou fora do ar de 1 a 6 de dezembro.
O United States Fish and Wildlife Service continua a manter uma estação permanente ali. Em 2000, o atol tornou-se parte da Northwestern Hawaiian Islands Coral Reef Ecosystem Reserve, incorporada ao Northwestern Hawaiian Islands National Monument em 2006. Em 2009 as ilhas foram evacuadas com a aproximação do Furacão Neki  com o pouso de resgate de uma aeronave da Guarda Costeira C-130 "Hercules" na pista de pouso de Tern.

### Furacão Walaka
In October 2018, Furacão Walaka eroded away most of East Island, the second largest island of the French Frigate Shoals.

## Geologia e ecologia

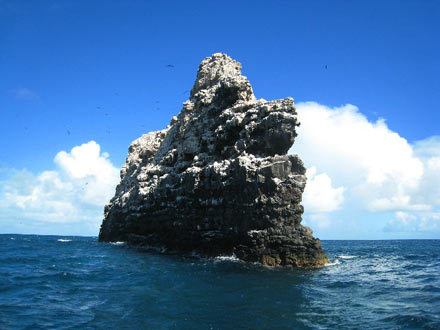
Pináculo de La Pérouse

O Pináculo de La Pérouse, um afloramento rochoso no centro do atol, é a mais velha e remota rocha vulcânica da cadeia de ilhas do Havaí. O pináculo atinge 120 pés (37 m) de altura e está envolto por recifes de coral. Em função de seu formato peculiar, a rocha frequentemente é confundida com um navio à distância.
Whale-Skate Island é uma ilha submersa. O conjunto sofreu grande erosão a partir da década de 1960 e no final da década de 1990, a parte emersa simplesmente deixou de existir.
O sistema de corais em French Frigate Shoals mantém 41 espécies de corais-pétreos, incluindo várias espécies que não são encontradas nas principais ilhas do arquipélago havaiano. Mais de 600 espécies de invertebrados marinhos, muitas das quais endêmicas, também são encontradas ali.
Mais de 150 espécies de algas vivem entre os corais. Comunidades especialmente diversas de algas são encontradas imediatamente ao lado do Pináculo de La Pérouse. Este fato levou à especulação de que um afluxo adicional de nutrientes – no formato de guano – seria o responsável pela diversitdade e fecundidade das algas nesse meio. O recife também mantém várias espécies de peixes. A espécie Genicanthus personatus, endêmica das ilhas havaianas, é relativamente comum por ali. Muitas das honu (tartarugas-verdes) viajam até a região para se reproduzir. As ilhotas das French Frigate Shoals fornecem refúgio à maior população existente de focas-monge-do-havaí, o segundo pínipede mais ameaçado de extinção em todo o mundo.

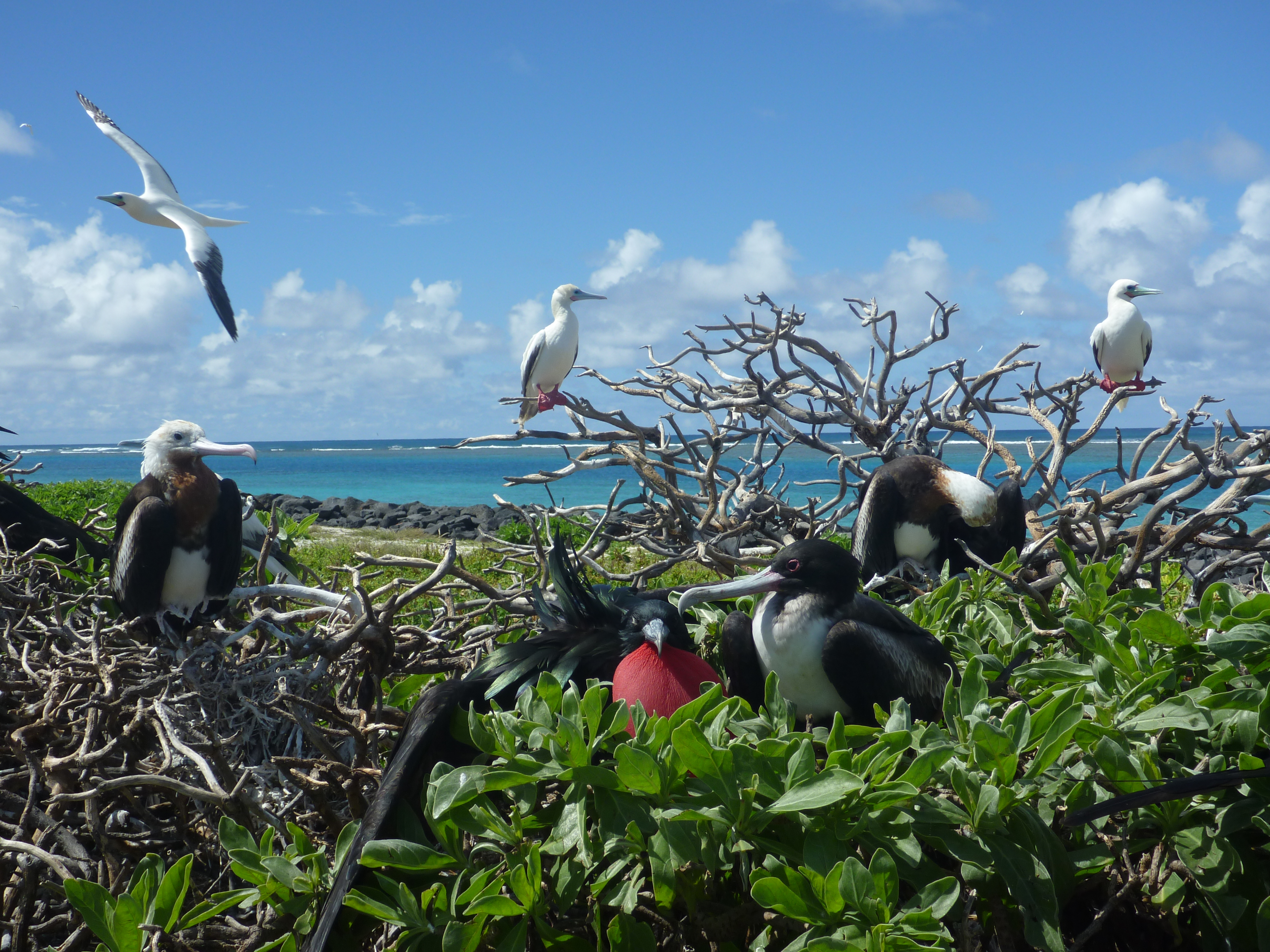
Fragatas-grandes e atobás-de-pé-vermelho em Tern Island

As ilhas também são uma importante colônia de aves. Várias espécies de aves oceânicas, dentre elas o albatroz-patinegro, o albatroz-de-laysan, a alma-negra, o rabo-de-palha-de-cauda-vermelha, o atobá-grande, o atobá-de-pé-vermelho, o atobá-pardo, a fragata-grande, a andorinha-do-mar-escura, a gaivota-de-santo-ambrósio, o trinta-réis-escuro e viuvinha-branca, dentre algumas outras, nidificam nas ilhas, a maior parte delas - 16 - em Tern Island. Duas espécies o fazem apenas no Pináculo de La Pérouse. A ilha também é o refúgio de inverno de várias espécies de aves limícolas.
Uma missão de pesquisa de três semanas realizada em outubro de 2006 pela Administração Oceânica e Atmosférica Nacional dos Estados Unidos (NOAA) levou à descoberta de 100 espécies jamais vistas antes na região, incluindo várias completamente desconhecidas para a taxonomia. As descobertas da pesquisa foram usadas para estabelecer quais espécies vivem na área e para determinar quão bem o ecossistema da região está sendo gerenciado e as ameaças que enfrenta.

## Ilhas
Listagem de ilhas que compõem as French Frigate Shoals:
| Ilha/Ilhéu             | Atribuição do censo (bloco) | Área (m2) | Coordenadas geográficas             |
| ---------------------- | --------------------------- | --------- | ----------------------------------- |
| Shark Island           | 1010                        | 4294      | 23° 51′ 09,9″ N, 166° 19′ 26,3″ O   |
| Tern Island            | 1009                        | 105276    | 23° 52′ 10,7″ N, 166° 17′ 04,6″ O   |
| Trig Island            | 1008                        | 23298     | 23° 52′ 17,8″ N, 166° 14′ 35,9″ O   |
| Skate Island 1)        | 1007                        | 12808     | 23° 52′ 02,8″ N, 166° 13′ 53,9″ O   |
| Whale Island 1)        | 1007                        | 19212     | 23° 52′ 02″ N, 166° 13′ 51,1″ O     |
| Disappearing Island    | 1002                        | 9800      | 23° 38′ 39,5″ N, 166° 10′ 15,8″ O   |
| Little Gin Island      | 1003                        | 19448     | 23° 43′ 43,6″ N, 166° 09′ 50,5″ O   |
| Gin Island             | 1004                        | 9708      | 23° 44′ 04,3″ N, 166° 09′ 56,1″ O   |
| Near Island 2)         | -                           | 400       | 23° 48′ 20″ N, 166° 13′ 46″ O       |
| Bare Island 3)         | -                           | 400       | 23° 47′ 33,25″ N, 166° 12′ 05,75″ O |
| East Island 4)         | 1005                        | 35853     | 23° 47′ 12,5″ N, 166° 12′ 32,8″ O   |
| Mullet Island 5)       | 1006                        | 2462      | 23° 49′ 29,3″ N, 166° 13′ 29,5″ O   |
| Round Island 5)        | 1006                        | 3078      | 23° 49′ 36″ N, 166° 13′ 46,1″ O     |
| Pináculo de La Pérouse | 1011                        | 3677      | 23° 46′ 10″ N, 166° 15′ 39″ O       |

 1)  Whale-Skate Island, atualmente uma ilha dupla é listada em alguns documentos como um único bloco, com área total de 32.020 m². As parcelas de cada ilha são estimadas (40/60%).
 2)  Foi reportado em 1971 que Near Island, ainda que registrada nos mapas, ficaria submersa durante a maré alta.
 3)  Bare Island pode ser vista em imagens de satélite, mas não está listada pelo Censo. Uma publicação de 1971 informa que Bare Island possuía área de 0,1 acre (por volta de 400 m2).
 4)  Em outubro de 2018, East Island estava em boa parte submersa.
 5)  As ilhas Round e Mullet nos documentos do censo são registradas como integrantes do bloco 1006, com área conjunta de 5540 m2. As parcelas são avaliadas conforme um relatório de 1971 (0,4 e 0,5 acres).